# Fernanda Martins
Fernanda Martins (Medianeira, 1982) is een Braziliaanse techno, hardtechno en schranz dj, producer en mede-eigenares van twee platenlabels.

## Biografie
Als jong meisje was ze al snel geïnteresseerd in muziek. Ze luisterde veel naar new wave en pop, rock uit de jaren 80 en 90. Later kwam ze via het internet in aanraking met elektronische muziek, via dj's en producers als Carl Cox, Jeff Mills, Laurent Garnier en Dave Clarke. Het werd duidelijker dat ze meer interesse kreeg in een bepaald subgenre muziek, namelijk techno. Dit mede door artiesten als Adam Beyer, Glenn Wilson en Dave the Drummer. In 2002 verhuisde ze naar Curitiba en daar kwam ze terecht in de underground technoscene. In April 2005 begon ze dan zelf te dj'en, in het begin van haar carrière draaide ze vooral funk, groove en acid techno. Later evolueerde haar stijl meer in techno en schranz/hardtechno. Fernanda Martins behoort tot de top van de Braziliaanse en internationale hardtechnoscene. Vooral in Europa en Zuid-Amerika verwerft ze bekendheid. Ze speelde al op grote evenementen en festivals als o.a. Awakenings Festival (Nederland), City Parade (België), Monegros Desert Festival (Spanje) en Ruhr in Love (Duitsland) en in bekende clubs als o.a. Cherry Moon (Lokeren, BE), Tresor (Berlijn, DE), Clash Club (Sao Paulo, BRA) en Kindergarten (Bologna,IT).

## Andere projecten
Fernanda Martins draait ook regelmatig een vier deck set met haar vriend Dj Lukas, ook een Braziliaanse hardtechno/schranz dj. Samen met Dj Lukas heeft ze het label Audiocode Records opgericht.

## Discografie
Als Fernanda Martins:
| Titel       | EP             | Label                | Releasedatum |
| ----------- | -------------- | -------------------- | ------------ |
| Lurba Zumba | Always Forward | Mental Torments      | 06/04/2009   |
| Kentakee    | Kentakee       | Hard-Techno Bastards | 22/09/2010   |

Als Pink Noise:
| Titel           | EP              | Label          | Releasedatum |
| --------------- | --------------- | -------------- | ------------ |
| Look and Listen | Look and Listen | Pink About It! | 04/01/2010   |

## Remixes
Remixes van de nummers van Fernanda Martins:
- Fernanda Martins - Kentakee (Daniela Haverbeck Remix)
- Fernanda Martins - Lurba Zumba (Matt M. Maddox Remix)

Remixes van het nummer van Pink Noise:
- Pink Noise - Look and Listen (MB Remix)
- Pink Noise - Look and Listen (Lexis Remix)
- Pink Noise - Look and Listen (Alex TB Remix)